# Sphaerostephanos warburgii
Sphaerostephanos warburgii är en kärrbräkenväxtart som först beskrevs av Oskar Kuhn och C. Chr., och fick sitt nu gällande namn av Holtt. Sphaerostephanos warburgii ingår i släktet Sphaerostephanos och familjen Thelypteridaceae. Inga underarter finns listade.